# Desdemona nova
Desdemona nova är en ringmaskart som beskrevs av Rullier 1973. Desdemona nova ingår i släktet Desdemona och familjen Sabellidae. Inga underarter finns listade i Catalogue of Life.